# Majon
Majon (en francès Maxou) és un municipi francès situat al departament de l'Òlt i a la regió d'Occitània.
El municipi té Majon com a capital administrativa, i també compta amb els agregats de los Pojòts, las Carrièiras, Broèllas, la Garriga, lo Mas de Mansiò i lo Mas de Codèrc.

## Demografia
| 1962                                       | 1968 | 1975 | 1982 | 1990 | 1999 | 2006 |
| ------------------------------------------ | ---- | ---- | ---- | ---- | ---- | ---- |
| 109                                        | 125  | 118  | 184  | 210  | 237  | 225  |
| Des de 1962: població sense dobles comptes |      |      |      |      |      |      |

## Administració
| Període | Identitat   | Partit |
| ------- | ----------- | ------ |
| 2001-   | Gérard Gras |        |